# Egelhofen
Egelhofen ist ein Ortsteil des oberschwäbischen Marktes Pfaffenhausen im Landkreis Unterallgäu.

## Geographie
Das Kirchdorf Egelhofen liegt etwa zwei Kilometer südlich von Pfaffenhausen und ist über eine Gemeindestraße mit dem Hauptort verbunden. Zu Egelhofen gehören Mindelberg, Heinzenhof und Hertlehof.

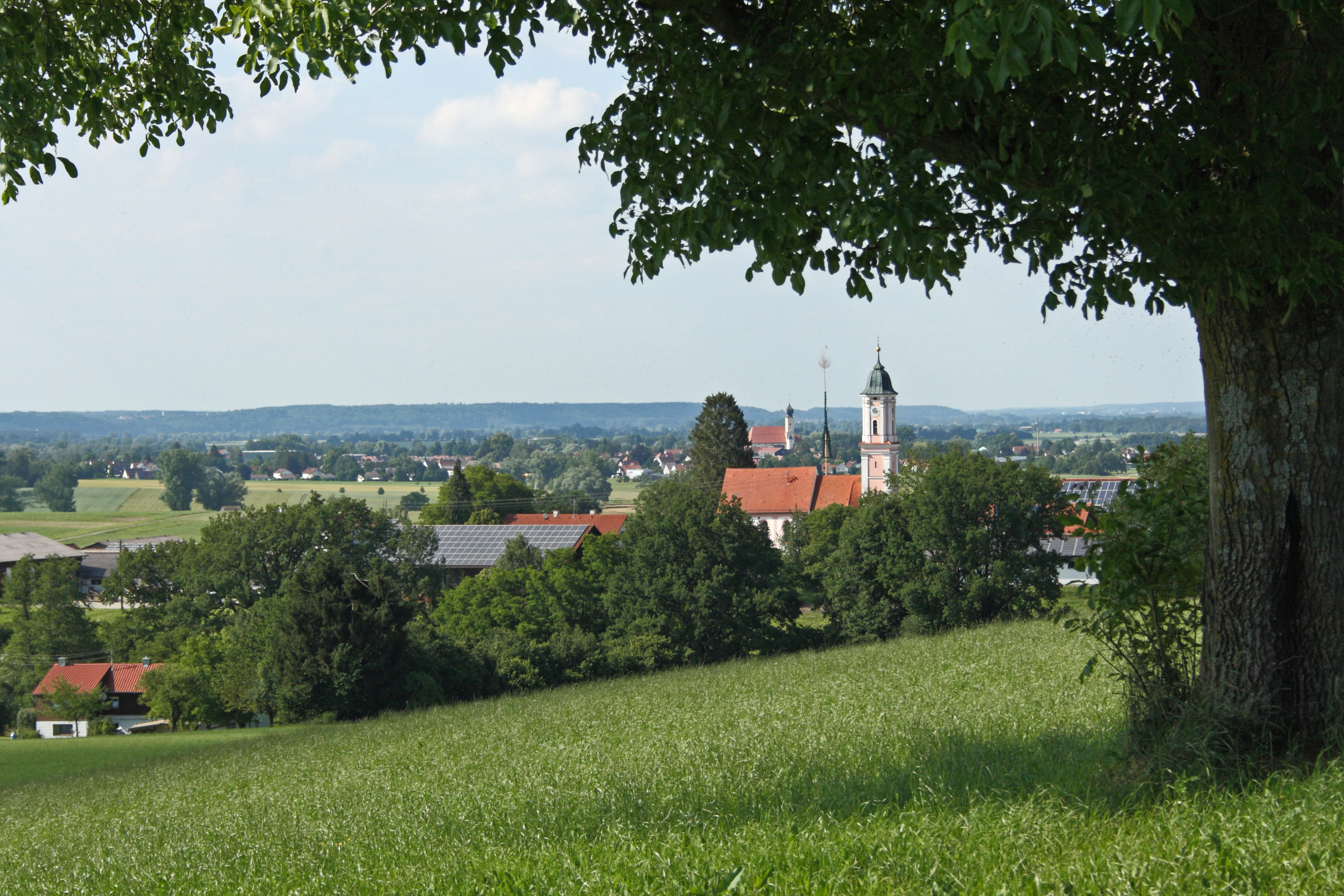
Ansicht von Süden mit Filialkirche St. Margareta (im Hintergrund St. Stephan Pfaffenhausen)

## Geschichte
Erstmals wurde Egelhofen 1167 bei der Reliquienschenkung des Abtes Isingrim an das benachbarte Klosters Ottobeuren erwähnt, als auch Egelhofen Reliquien bekam. 1246 schenkten Schwigger von Mindelberg und sein Sohn Heinrich das Lehen der Kirche und den Maierhof zu Egelhofen dem Kloster Rottenbuch. Die Pfarrei Egelhofen wurde 1443 zu einer Filiale der Pfarrei Oberauerbach. Von der Pfarrei Pfaffenhausen pastoriert wurde Egelhofen ab 1667. Der Ort gehörte bis zur Säkularisation im Jahre 1803 zum Kloster Rottenbuch. 
Seit 1950 wird die Seelsorge durch die Missionare vom Kostbaren Blut in Baumgärtle durchgeführt.
Am 1. Mai 1978 wurde das bis dahin selbstständige Egelhofen im Zuge der Gebietsreform in Bayern in den Markt Pfaffenhausen eingegliedert.

## Sehenswürdigkeiten
Die Katholische Filialkirche St. Margareta ist eine Sehenswürdigkeit des Ortes. In die Denkmalliste ist ferner eine kleine Feldkapelle, errichtet 1918, eingetragen.
Siehe auch: Liste der Baudenkmäler in Egelhofen